# Cristian Boscolo
Cristian Boscolo (Adria, 18 luglio 1973) è un ex calciatore italiano, di ruolo centrocampista.

## Caratteristiche tecniche
Ruolo: mediano-incontrista

## Carriera
Ha iniziato la sua carriera nel Como; con i lariani ha debuttato in Serie B il 3 settembre 1994 nella partita Como-Vicenza (0-0) ed ha disputato sei stagioni. Ha poi giocato con Lecco e Lumezzane, nel 2001-02 a Mantova e dal 2002 al 2006 quattro stagioni con la Pro Patria a Busto Arsizio. Ha infine disputato una stagione a Sesto San Giovanni con la Pro Sesto, una a Crema con la Pergocrema, per poi chiudere la carriera nel Pizzighettone.
Ha segnato la prima ed unica rete della sua carriera nel campionato 1993-94, alla prima giornata, nella vittoriosa trasferta (0-1) del Como sul campo del Palazzolo.
Ritiratosi nel 2010, ha poi allenato le giovanili del Como 1907.

## Palmarès

### Club

#### Competizioni nazionali
- Serie C2: 1

Pergocrema: 2007-2008